# هرماگور پرسگرسی
هرماگور پرسگرسی (به آلمانی: Hermagor-Pressegger See) یک شهر در اتریش است که در ناحیه هرماگور واقع شده‌است. هرماگور پرسگرسی ۲۰۴٫۸۴ کیلومتر مربع مساحت دارد ۶۰۲ متر بالاتر از سطح دریا واقع شده‌است.